# The Needle, Orkneyöarna
The Needle är en klippa i Storbritannien. Den ligger i kommunen Orkneyöarna och riksdelen Skottland, i den norra delen av landet, 800 km norr om huvudstaden London. The Needle ligger 148 meter över havet. Den ligger på ön Hoy.
Terrängen runt The Needle är platt åt sydost, men norrut är den kuperad. Havet är nära The Needle åt sydväst. Närmaste större samhälle är Stromness, 18,4 km norr om The Needle. I trakten runt The Needle finns ovanligt många namngivna bukter, halvöar, klippformationer, sund och rev.